# Giovanni Battista Melzi
Pour les articles homonymes, voir Melzi.
Giovanni Battista Melzi, né à San Bartolomeo (it) (Brescia) le 7 juin 1844 mort à Milan le 17 septembre 1911 , est un érudit, lexicographe et encyclopédiste italien.

## Biographie
Dans sa jeunesse, Giovanni Battista Melzi s'est installé à Paris, où il travaille avec Pierre Larousse sur le Grand dictionnaire universel du xixe siècle. Il a enseigné l'italien à l'École normale supérieure (Paris).
Il est notamment l'auteur du Nuovo Dizionario Universale della Lingua Italiana, Storico, Geografico, Scientifico, Biografico, Mitologico, Ec., un ouvrage de 964 pages, publié en 1881 à Paris par l'éditeur Garnier Frères. Après son retour en Italie l'ouvrage a également été publié dans son pays natal par Riccardo Margerie éditeur de Naples.
En 1890, il a publié une encyclopédie en deux volumes intitulée Il Novissimo Melzi. Cette petite encyclopédie a acquis une grande popularité. Jusqu'en 1910 elle a été publiée à 320 000 exemplaires.